# Ritmo de la noche (programa de televisión)
Ritmo de la noche fue un programa de televisión argentino de entretenimiento y música emitido por Telefe entre 1991 y 1994; y fue producido y conducido por Marcelo Tinelli.

## Historia
Ritmo de la noche comenzó en enero de 1991 para reemplazar a La noche del domingo, conducido por Gerardo Sofovich y que en ese año pasó a ATC (actual TV Pública). El programa contaba con juegos, bromas, cámaras sorpresa y números musicales con las estrellas más rutilantes de la época, que junto con la tribuna del programa se convirtieron en marca registrada del canal en los noventa. El mismo terminó de consolidar a su conductor, el también conductor del programa Videomatch, Marcelo Tinelli, como la nueva estrella de la pantalla argentina.
Ritmo de la noche se mantuvo al aire durante cuatro exitosas temporadas, resultando ganador de los Martín Fierro 1994, en el rubro Música y variedades, en el cual competía con los programas de mayor audiencia hasta ese momento: La noche del domingo y Hacelo por mí, ciclo que conducía Mario Pergolini en 1992 y el verano de 1993. En 1994 el programa llegó a su fin y se mutó en El show de Videomatch en 1995. 
Además, en este programa hubo un cuerpo de baile llamado Las Tinellis, que fue parte fundamental de este.

### Espectáculos musicales
Este programa se caracterizó por contar con los más importantes artistas del momento, tocando en vivo.

Estos son los artistas internacionales que pasaron por el programa:

Kiss, Erasure, Poison, Gloria Trevi, Luis Miguel, Cristian Castro, Pet Shop Boys, Bon Jovi, Duran Duran, Toto, Scorpions, Midnight Oil, EMF, Xuxa, Army of Lovers, Magneto, Air Supply, Locomia, Brian May, Aqua, Black Machine, 2 Unlimited, Cartouche, Ricky Martin, DJ Bobo, Los Manolos, Carlos Mata, UB40, Ziggy Marley, Marta Sánchez, Lucio Dalla, A-ha, Emmanuel, Laura Pausini, Eros Ramazzotti, Juan Luis Guerra, Mónica Naranjo, One More Time, Miguel Bosé, Ricardo Arjona, Azúcar Moreno, Os Paralamas do Sucesso, Carlos Vives, Amistades Peligrosas, Daniela Romo, Joanna, Inner Circle, Juan Luis Guerra, Gipsy Kings, Chayanne, Proyecto M, Roxette, La Ley, Duncan Dhu, Cetu Javu, Draco Rosa, Caifanes, Electric Light Orchestra, Johnny Rivers, Ten Sharp, Stephen Bishop, Armando Manzanero, Gal Costa, Gianna Nannini, Sergio Dalma, MC Sar & the Real McCoy, Juan Carlos y la Rumba Flamenca, Jon Secada, Mijares, Wilfrido Vargas, Richard Marx, Steve Jones, Roberto Carlos, Marcos Llunas, Franco de Vita, Los Coyotes de Víctor Abundancia, Las meillizas Ivonne e Ivette, Mara Maravilha, Lucio Dalla, Wilkins, Big Mountain, Ace of Base, Cindy Lauper, Mick Taylor, REO Speedwagon, Maná, Daniela Mercury, Alejandra Guzmán, Boy George, Kim Wilde, Alejandro Sanz, José Luis Rodríguez, Joe Cocker y Ricardo Montaner.
Estos son los artistas argentinos que pasaron por el programa:

La Portuaria, Rata Blanca, Los Auténticos Decadentes y Alberto Castillo, Vilma Palma e Vampiros, Los Enanitos Verdes, Los Rancheros, G.I.T., La Sonora de Bruno Alberto, Pablo Ruiz, Alejandro Lerner, Juan Carlos Baglietto, Lito Vitale, Víctor Heredia, Diego Torres, Manuel Wirtz, Patricia Sosa, Sandro, Susana Giménez, Gladys la bomba tucumana, Badi, Miguel del Sel, Machito Ponce, Andrés Calamaro, Los Bandoleiros, Cumbia Pop, Fiesta Americana, Los Rodríguez, Los Twist, Limbo, Los Ladrones Sueltos, Ariel Leira, Attaque 77, Celeste Carballo, Fabiana Cantilo, Antonio Birabent, Gustavo Cerati, Miguel Mateos, Eddie Sierra, Jairo, Illya Kuryaki and the Valderramas, The Sacados, Ricky Maravilla, Los Pericos, CAE, Bravo, Jazzy Mel, MC Ninja, JAF, Macaferri y Asociados, Claudia Brant, Marie-Claire D'Ubaldo, Arturo Puig, Dr.Silva, Nacha Guevara, Valeria Lynch, Sergio Denis, César «Banana» Pueyrredón, Horacio Fontova, Ignacio Copani, el dúo Pimpinela, Julia Zenko, Los Calzones Rotos, la banda sonora de Tango feroz, Herederos del Rock n'Roll, Los Insectos, Six Zag, Los Perros, Los Romeos, Clericó con Cola, Hugo Varela, Fabián Gallardo, Raúl Porchetto, Lito Nebbia, Mercedes Sosa, Charly García, Nito Mestre, Pappo, León Gieco, Peteco Carabajal, Sixto Palavecino, Leda Valladares, Los Ratones Paranoicos, Los Súper Ratones, Las Dagors, La guardia del fuego, Marilina Ross, Sandra Mihanovich, Man Ray, Jean François Casanovas y Caviar, el elenco del programa Jugate conmigo, Luis Alberto Spinetta, Carlos La Mona Jiménez, Guillermo Guido, Emanuel Ortega, Nancy Anka, Teto Medina, Palito Ortega, Los Felipes, Los Náufragos, Los Fabulosos Cadillacs y Soda Stereo.

### Fútbol sala
En 1992, a partir de la segunda temporada, el programa contó con un segmento en donde cada domingo se jugaban partidos de fútbol sala, el equipo de Ritmo vestía una camiseta rosa y estaba formado por Gonzalo Bonadeo, Teto Medina, Lanchita Bissio y en algunas ocasiones, Marcelo Tinelli . Los relatos de los partidos estaban a cargo de Jorge Troiani, y algunas notas post-partido en los vestuarios eran realizadas por Osvaldo Principi. 
Desde el inicio de esa temporada hasta el mes de septiembre, jugó Diego Maradona, quien estaba suspendido del fútbol profesional y en octubre pasó a ser jugador del Sevilla Fútbol Club.
Los equipos contrincantes y figuras iban variando cada semana: desde futbolistas en actividad como Rubén Paz, Ricardo Gareca, Claudio García, Néstor Gorosito y Raúl Maradona; exfutbolistas como Hugo Gatti, Ubaldo Fillol, Juan José López, Norberto Alonso, Mario Alberto Kempes y Alberto Tarantini; conductores como Fernando Bravo, actores como Ricardo Darín, Leonardo Sbaraglia, Ivo Cutzarida, Horacio Erman, Fabián Gianola, Emilio Disi, Gino Renni, Carlín Calvo y Pablo Rago (en ese entonces del elenco de Amigos son los amigos), Guillermo Francella (en ese entonces del elenco de La familia Benvenuto y Brigada cola), Hernán Caire, Eric Grimberg y Vernon Grimberg; cantantes como Eddie Sierra, Miguel Mateos, Guillermo Guido, Jazzy Mel, César «Banana» Pueyrredón y Eros Ramazzotti (quien en una emisión jugó para el equipo de Ritmo); Dady Brieva, Miguel del Sel y Chino Volpato, del trío humorístico Midachi; los boxeadores Julio César Vásquez, Juan Martín Coggi y Jorge Locomotora Castro, Adrián Suar, Diego Torres y Fabián Vena, de La banda del Golden Rocket; Osvaldo Sabatini, y políticos como Daniel Scioli, Palito Ortega, Carlos Reutemann, en una emisión, presenció un partido la extenista Gabriela Sabatini, mientras que en otra, los acompañó y presenció el partido el hasta entonces presidente, Carlos Menem.

## Regreso y homenaje

### Segmento deVideomatch
Seis años después de su fin, Ritmo de la noche volvió a la televisión, esta vez, en forma de segmento dentro del programa de humor y entretención El show de Videomatch, en 2000, para recordar el décimo aniversario de su estreno. 
En esa ocasión se presentaron cantantes y grupos de renombre como Thalía, Aqua, Vengaboys, Los Sultanes y Azul Azul.

### Musical-homenaje
En 2019, este programa también fue homenajeado en el emotivo inicio de la decimocuarta temporada de la polémica continuación de Videomatch, Showmatch, coincidiendo con dos aniversarios, el 30.º aniversario del inicio de la franquicia y el 44.º aniversario del inicio de la carrera comunicacional de Marcelo Tinelli. 
Este breve homenaje se realizó con un clip que incluyó la música de cinco artistas anglosajones que estuvieron en el programa: Roxette, Bon Jovi, Kiss, Erasure y Poison; esta vez, interpretada por niños.

## Banda sonora
La banda sonora de este programa también es parte importante, ya que lanzaron tres discos, donde contiene canciones compuestas e interpretadas por el cantautor y compositor uruguayo Carlos Nilson. 
Tiempo después, las nuevas versiones de estas canciones de la banda sonora de este programa las interpretaría el exintegrante del programa Videomatch Teto Medina.